# Papyrus 137
- Papyrus
- Onciale
- Minuscules
- Lectionnaire

Le Papyrus 137 (désigné par 𝔓 137 dans le système de numérotation Gregory-Aland) est un des plus anciens fragments du Nouveau Testament en grec trouvé à ce jour. Le fragment provient d'un codex, écrit des deux côtés avec le texte du premier chapitre de l'Évangile de Marc ; versets 7 à 9 au recto et 16 à 18 au verso. Le manuscrit a été daté paléographiquement de la fin du IIe ou du début du IIIe siècle et a été publié dans la série de papyrus Oxyrhynchus sous le nom de P.Oxy. LXXXIII 5345.

## Description
Le fragment comporte une partie des cinq lignes inférieures (recto et verso) d'une feuille qui pourrait représenter la première page d'un codex et qui peut être reconstitué comme ayant 25 lignes par page avec une zone écrite de 9,4 × 12 cm. Au recto, les bandes de papyrus sont posées verticalement, tandis qu'au verso elles sont posées horizontalement. Il s'agit du plus ancien fragment trouvé à ce jour témoignant de l'évangile selon Saint-Marc. Avant cette découverte c'est le Papyrus 45, daté du IIIe siècle, qui constituait le fragment le plus ancien.
Les lettres au verso sont clairement lisibles, mais celles du recto sont sérieusement abîmées.

Le manuscrit comporte des différences mineures par rapport aux versions de références:
● Le titre Saint-Esprit au verset 8 est raccourci de πνευματι à π̣̅ν̣̅ι en tant que nomen sacrum (nom divin).
● La préposition εν ('in') ne se trouve ni avant « eau », ni avant « Saint-Esprit », lesquels termes paraissent dans leur forme dative qui a la même fonction que εν.
● Le nom de Jésus est omis, bien que les verbes apparaissent à la troisième personne du singulier, se référant à Jésus dans les versets précédents.
Il est actuellement conservé à la bibliothèque Sackler (P. Oxy. LXXXIII 5345) à Oxford.
Le contenu du fragment est rendu public pour la première fois en 2018, mais des rumeurs sur la provenance d'un papyrus évangélique non encore publié avaient été largement diffusées sur les réseaux sociaux depuis 2012, à la suite d'une affirmation de Daniel B. Wallace selon laquelle un papyrus fragmentaire de Marc récemment identifié avait été daté de la fin du premier siècle par un papyrologue de premier plan, et pouvait donc être le premier texte chrétien trouvé à ce jour.
En 2015 la revue Livescience publiait un article sur la découverte du fragment qui sera nommé en 2018 : 𝔓 137
Les codes 𝔓 suivis d'un numéro font référence au système standard de numérotation Gregory-Aland.
À la suite de sa publication en 2018, la Société d'exploration de l'Égypte (EES), propriétaire du fragment de papyrus, a publié une déclaration affirmant que :
- la provenance du fragment était incontestée, celui-ci ayant été trouvé par Grenfell et Hunt à Oxyrhynchus, très probablement en 1903 ;
- à aucun moment depuis, le fragment n’avait quitté Oxford ;
- à aucun moment l’EES n’a proposé le fragment à la vente ;
- à aucun moment l’EES n’a imposé un accord de non-divulgation à tout chercheur accédant au fragment.

L'EES a précisé que le texte du fragment n'avait été reconnu comme provenant de l'Évangile de Marc qu'en 2011.